# XFL
XFLは、WWF（現在のWWE）とNBCが出資し、2001年にのみ運営されたのち、2020年に復活したアメリカンフットボールのプロリーグである。
WWFの代表者として知られるビンス・マクマホンによって2001年に設立され、2020年に復活したがコロナウイルス流行下でシーズン途中で運営を打ち切った。その後、ドウェイン・ジョンソンらにより買収され、2023年に復活し、2024年にはUSFLと合併してユナイテッド・フットボール・リーグとなった。以下は、断りのない限り2020年から2023年の間に運営されたXFLについて述べる。

## 概説
2018年1月にはビンス・マクマホンが2020年度の復活を発表した。運営は、ビンスが資金を拠出し設立した、アルファ・エンターテインメントが行った。レギュラーシーズンはスーパーボウルの1週間後の2月から4月まで行われる予定であった。
2019年には競争相手となりえるアライアンス・オブ・アメリカン・フットボールが開始されたが、1シーズンももたずに中止された。
だが2020年3月13日、新型コロナウイルスの流行により、レギュラーシーズンの半分の5週を経過したところでレギュラーシーズンを打ち切り、2021年に再びシーズンを開催する予定であることが発表された。しかし2020年4月10日、ほぼすべての従業員は解雇され、2021年シーズンの予定は撤回された。3日後、負債の適切な返済のために破産法の適用が申請された。2020年4月21日、コミッショナーを務めていたオリバー・ラック（NFLインディアナポリス・コルツの元QBアンドリュー・ラックの父親）は、マクマホンを不当解雇であると訴えた。
2020年8月、ドウェイン・ジョンソンとレッドバード・キャピタル（Redbird Capital）によって1500万ドルで買収された。2020年10月1日、リーグは2022年にシーズンを再開する予定を発表したが、再び2023年春に延期された。その間、2022年4月からはUSFLが復活した。
2022年5月にXFLはディズニー・ESPNと2023年から2027年までの5シーズン分の放映権契約を締結。2023年2月18日に新シーズンを開始。ベガス・バイパーズvsアーリントン・レネゲイズの試合で2023年シーズンは開幕し、今度は予定通りに閉幕した。
2023年9月28日、USFLとともに合併の意志を表明した。2023年11月30日に連邦政府の承認が下り、合併したリーグ「ユナイテッド・フットボール・リーグ」が2024年3月30日に開始されている。

## 2020年以降のXFL

### シーズンとプレーオフ
レギュラーシーズンは同一ディビジョン(2020年シーズンではカンファレンス、以下同様)内の3チームと2試合ずつを本拠地と相手本拠地で対決する。別ディビジョン内の4チームとは1試合ずつ対決し、その半分は本拠地、残りは相手本拠地で行う。各チームは10週間で10試合を行う。毎週土曜日に2試合、日曜日に2試合を行う。
プレーオフは各ディビジョンの一位と二位がディビジョンチャンピオンシップゲームを行ってディビジョンチャンピオンを決め、ディビジョンチャンピオン同士がチャンピオンシップゲームを行う。

### ルール
NFLと比べて主に次のようなルールの差異がある。負傷のリスクを減らしながら接触プレイを増やし、かつ攻撃のバリエーションを増やし、ゲーム時間が短縮されるよう工夫されている。
- キックオフ
  - 加速しての正面衝突による負傷が多いためにNFLではタッチバックが増えるように誘導されつつあるが、XFLではリターンによる接触プレーを増やしながらも負傷を減らすように工夫されている。両チームのほとんどの選手がレシービングチーム側のエンドでわずか5ヤード離れて並ぶことになり、これはUSFLのキックオフでほとんどの選手がキッキングチーム側のエンドで15から20ヤード程度離れて並ぶのと対照的となる。
  - キックオフはキッキングチームのエンドの30ヤードライン(NFLでは35ヤードライン)から行われるが、キッカー以外のキッキングチームの選手は相手エンドの35ヤードラインに並び、レシーバー以外のレシービングチームの選手はわずか5ヤード離れた自エンドの30ヤードラインに並ぶ。両チームともハッシュマークの外側に左右それぞれ3人ずつを配置しなくてはならない。
  - ボールがフィールド外に出た場合、相手エンドの20ヤードラインに届かなかった場合はキッキングチームの45ヤードラインから相手チームの攻撃が始まる。
  - レシービングチームの選手がボールに触れるまで、あるいはボールがグラウンドに着地してから3秒が経過するまではキッキングチームの選手は動けない。
  - ボールがバウンドせずに相手エンドのエンドゾーンに入るか超えた場合は相手エンドの35ヤードから攻撃が始まるメジャータッチバックとなる(NFLでは25ヤードから)。ボールがバウンドしてエンドゾーンに入った場合は相手エンドの15ヤードから攻撃が始まるマイナータッチバックとなる(NFLではやはり25ヤードから)。
  - キッキングチームは、NFLと同じくオンサイド・キックをリクエストできる。レシービングチームが触れるまで10ヤード以上進まなくてはならないが、着地点が20ヤードを越えてはならない。
  - さらに、第4クォーターに限り、キッキングチームは自陣25ヤードから4th&15のプレーも選択できる。
- パント
  - 4thダウン・ギャンブルが増えるよう誘導されている。またタッチバックが減りリターンが増えるよう誘導されている。
  - パントされるまで、キッキングチームの選手もレシービングチームの選手もスクリメージ・ラインを越えてはならない。
  - ボールが相手チームの35ヤード以内でフィールド外に出た場合は相手エンドの35ヤードから攻撃が始まるメジャータッチバックとなる。
  - ボールがバウンドせずに相手エンドのエンドゾーンに入るか超えた場合は相手エンドの35ヤードから攻撃が始まるメジャータッチバックとなる。
- ポイント・アフター・タッチダウン
  - 成功確率が極めて高く(NFLではルールが改定された2015年以降で94%程度)接触プレイの少ないキックは廃止され、攻撃側は3つの選択肢を与えられる。
  - 2ヤードラインからの攻撃を選びタッチダウンした場合は1ポイントが与えられる。
  - 5ヤードからの攻撃では2ポイントが与えられる。
  - 10ヤードからの攻撃では3ポイントが与えられる。
  - 守備側がターンオーバーによりタッチダウンを得た場合は、攻撃側が選択したのと同じ得点が加算される。
- ダブル・フォワード・パス
  - 1度目のフォワード・パスがスクリメージ・ラインを越えない限り、2度目のフォワード・パスが許され、攻撃のバリエーションが増やされている。
- オーバータイム
  - オーバータイムの短縮のため、サッカーのペナルティ・キック戦と同様に、5ヤードラインからの2ポイントのポイント・アフター・タッチダウン攻撃を交互に3回(2020年シーズンでは5回であった)繰り返し、点数を競う。3回が終わって同点である場合は、いずれかのチームが成功するまで繰り返す。サッカーと違い、先攻チームが成功した段階でゲームは終了する。
  - ビジター・チームが先攻となる。
  - 攻撃が失敗した場合、および守備側がボールを得た場合はボール・デッドとなる。
  - 守備側のファウルではボールが1ヤードラインに置かれ、その後は続く回を含めて、ファウルを犯したチームのあらゆる守備のファウルではタッチダウンが認められる。
  - スナップ前の攻撃側のファウルは一般的なルールに従うが、スナップ後の攻撃側のファウルは攻撃失敗と見なされる。
- クロック
  - ゲームクロック、プレイクロックの両方でゲーム時間の短縮が図られている。ハドルを組まなくてもいいように、すべての攻撃プレーヤーのヘルメットには、コーチからの一方通行のトランシーバーが備えられている。
  - 2ミニッツウォーニング以前は、ゲームクロックは止まらない。ただし、パス不成功の場合、ボールがフィールドを出た場合、そしてスパイクによりゲームクロックは止まり、ボールがスクリメージ・ラインに置かれるとゲームクロックは動き始める。
  - 2ミニッツウォーニング以降は、あらゆる攻撃後にゲームクロックが止まる。フィールド内でプレイが終了した場合、ボールがスクリメージ・ラインに置かれてプレイクロックが5秒差し引かれるとゲームクロックは動き始める。ただしフィールド外にボールが出た場合及びパス失敗の場合は、スナップまでゲームクロックが止まる。
  - ボールがスクリメージ・ラインに置かれるとプレイクロックが35秒からカウントダウンされ始める(2020年では25秒であった。NFLでは前の攻撃が終わるとプレイクロックは40秒からカウントダウンされる)。
- 審判
  - 8人の審判に加えてボール位置を判断するだけのボール・ジャッジがおかれる。
  - プレスブースにはレビューを行うスカイ・ジャッジがおかれる。
  - 各チームはあらゆるプレーに対し、試合で一度だけチャレンジできる(2020年にはできなかった)。失敗すればタイムアウトが一つ奪われ、成功すればもう一度チャレンジできる。
  - フラッグに値しないファウルを犯した選手は1プレイだけフィールド外に出される〈タップ・ペナルティ〉
  - 2020年には前後半それぞれ2回のタイムアウトが各チームに与えられていたが、2023年ではNFLと同じ3回となった。
- その他
  - コイントスは行われず、ホームチームが前半後半いずれかのキックを選べる。
  - ハーフタイムは10分(NFLでは12分)。チャンピオンシップゲームでは30分。

### 順位決定のタイブレーカー
ディビジョン内での順位は勝率で決定されるが、複数チームが同勝率で並んだ場合は以下のタイブレーカーが順に適用される。
1. 直接対決の勝率
2. ディビジョン内の勝率
3. 勝利した相手チームの勝ち数の合計
4. ディビジョン内の試合での得点順位と失点順位の和
5. リーグ内の全試合での得点順位と失点順位の和
6. 全得失点差
7. 全得失タッチダウン差（得たタッチダウン数と許したタッチダウン数の差）
8. コイントス

3チーム以上が同勝率で並んだ場合も、上記のタイブレーカーを適用する。その結果でも複数チームが並んだ場合は上のタイブレーカーを再び適用する。

### USFLとの統合によるUFLへ
2024年のUSFLとの統合によるUFL (ユナイテッド・フットボール・リーグ)設立に伴い、8チームのうち3チームは消滅し、1チームは同じ本拠地のUSFLチームと合併してUFLに加わり、4チームはUFLに移動した。
| チーム名                                             | 消息                                              |
| ノース・ディビジョン                                 | ノース・ディビジョン                              |
| ---------------------------------------------------- | ------------------------------------------------- |
| DC・ディフェンダーズ (Washington DC Defenders)       | UFLへ移動                                         |
| シアトル・シー・ドラゴンズ (Seattle Sea Dragons)     | 消滅                                              |
| セントルイス・バトルホークス (St. Louis BattleHawks) | UFLへ移動                                         |
| ベガス・バイパーズ (Vegas Vipers)                    | 消滅                                              |
| サウス・ディビジョン                                 |                                                   |
| ヒューストン・ラフネックス (Houston Roughnecks)      | USFLのヒューストン・ギャンブラーと合併しUFLへ移動 |
| アーリントン・レネゲイズ (Arlington Renegades)       | UFLへ移動                                         |
| サンアントニオ・ブラーマス (San Antonio Brahmas)     | UFLへ移動                                         |
| オーランド・ガーディアンズ (Orlando Guardians)       | 消滅                                              |

### 2023年シーズン
2020年シーズンとは3チームが入れ替わり、8チームによる同様のフォーマットで行われる。2020シーズンではイースタンカン・ファレンスとウエスタン・カンファレンスに分かれていたが、2023年シーズンはノース・ディビジョンとサウス・ディビジョンに分かれる。全チーム共通のファームチームであったTeam 9 は廃止された。スーパーボウル直後の2023年2月18日より開始された。2022年に復活したUSFLが4月15日から2年目のシーズンを始めたため、シーズンの一部は重なり競合した。
アーリントン・レネゲイズが初代チャンピオンとなった。

#### ドラフト
2022年ン11月15日から17日の3日間で行われた。各phaseごとにランダムに指名順が決められ、奇数の巡目ではその順に、偶数の巡目では逆順に指名が行われた。
- 11月15日
  - Phase 0: QB—リーグによってあらかじめ選択されて発表された
- 11月16日
  - Phase 1: オフェンシブ・スキル・ポジション (RB, WR, TE)—11 巡
  - Phase 2: ディフェンシブ・バック (CB, S)—11 巡
  - Phase 3: ディフェンシブ・フロント・セブン (DE、DT、LB)—11 巡
  - Phase 4: オフェンシブ・ラインメン (OT, G, C)—11 巡
- 11月17日
  - Phase 5: スペシャル・チーム (キッカー、ロング・スナッパー) ー3巡
  - Phase 6: オープン (全ポジション)—11巡

2023年1月1日には、他のリーグとの契約が切れた選手などを対象に追加(サプリメンタル)・ドラフトが行われ、17巡で71人の選手が指名された。

#### 参加チームとレギュラーシーズン勝敗表
ガーディアンズがニューヨークからオーランドに、バイパーズがタンパベイからラスベガスに移転し、活動停止したロサンゼルス・ワイルドキャッツの代わりにサンアントニオ・ブラーマスが加わった。シアトル・ドラゴンズはシアトル・シー・ドラゴンズに改称された。ダラス・レネゲイズはホーム・スタジアムはそのままにアーリントン・レネゲイズに改称された。
| 順位                 | チーム名                                                 | ホームスタジアム                     | 成績 | 成績 |
| ノース・ディビジョン | ノース・ディビジョン                                     | ノース・ディビジョン                 | 勝   | 負   |
| -------------------- | -------------------------------------------------------- | ------------------------------------ | ---- | ---- |
| 1                    | DC・ディフェンダーズ (Washington DC Defenders) DC        | アウディ・フィールド                 | 9    | 1    |
| 2                    | シアトル・シー・ドラゴンズ (Seattle Sea Dragons) SEA     | ルーメン・フィールド                 | 7    | 3    |
| 3                    | セントルイス・バトルホークス (St. Louis BattleHawks) STL | ドーム・アット・アメリカズ・センター | 7    | 3    |
| 4                    | ベガス・バイパーズ (Vegas Vipers) VEG                    | キャッシュマン・フィールド           | 2    | 8    |
| サウス・ディビジョン |                                                          |                                      |      |      |
| 1                    | ヒューストン・ラフネックス (Houston Roughnecks) HOU      | TDECU・スタジアム                    | 7    | 3    |
| 2                    | アーリントン・レネゲイズ (Arlington Renegades) ARL       | チョクトー・スタジアム               | 4    | 6    |
| 3                    | サンアントニオ・ブラーマス (San Antonio Brahmas）SAN     | アラモドーム                         | 3    | 7    |
| 4                    | オーランド・ガーディアンズ (Orlando Guardians)ORL        | キャンピング・ワールド・スタジアム   | 1    | 9    |

シアトル・シー・ドラゴンズはタイブレーカーの5番目の条項によってセントルイス・バトルホークスを上回った。

#### プレーオフ
|  | ディビジョン・ファイナル（準決勝） 2023年4月29日・30日 | ディビジョン・ファイナル（準決勝） 2023年4月29日・30日 | ディビジョン・ファイナル（準決勝） 2023年4月29日・30日 |                          |    | チャンピオンシップ（決勝） 2023年5月13日 | チャンピオンシップ（決勝） 2023年5月13日 | チャンピオンシップ（決勝） 2023年5月13日 |  |
|  |                                                        |                                                        |                                                        |                          |    |                                          |                                          |                                          |  |
|  | N1                                                     | DCディフェンダーズ                                     | 37                                                     |                          |    |                                          |                                          |                                          |  |
|  | N1                                                     | DCディフェンダーズ                                     | 37                                                     |                          |    |                                          |                                          |                                          |  |
|  | N2                                                     | シアトル・シー・ドラゴンズ                             | 21                                                     |                          |    |                                          |                                          |                                          |  |
|  | N2                                                     | シアトル・シー・ドラゴンズ                             | 21                                                     |                          | N1 | DCディフェンダーズ                       | 26                                       |                                          |  |
|  |                                                        |                                                        |                                                        |                          | N1 | DCディフェンダーズ                       | 26                                       |                                          |  |
|  |                                                        |                                                        | S2                                                     | アーリントン・レネゲイズ | 35 |                                          |                                          |                                          |  |
|  | S1                                                     | ヒューストン・ラフネックス                             | S2                                                     | アーリントン・レネゲイズ | 35 | 11                                       |                                          |                                          |  |
|  | S1                                                     | ヒューストン・ラフネックス                             |                                                        |                          |    |                                          |                                          |                                          |  |
|  | S2                                                     | アーリントン・レネゲイズ                               | 26                                                     |                          |    |                                          |                                          |                                          |  |

| ディビジョン・ファイナル(準決勝) | ディビジョン・ファイナル(準決勝) | ディビジョン・ファイナル(準決勝) | ディビジョン・ファイナル(準決勝) | ディビジョン・ファイナル(準決勝) | ディビジョン・ファイナル(準決勝) | ディビジョン・ファイナル(準決勝) |
| 日付                             | 開始時刻                         | アウェイ                         | 結果                             | 結果                             | ホーム                           | スタジアム                       |
| -------------------------------- | -------------------------------- | -------------------------------- | -------------------------------- | -------------------------------- | -------------------------------- | -------------------------------- |
| 4月29日                          | 7:00 p.m. ET                     | アーリントン・レネゲイズ         | 26                               | 11                               | ヒューストン・ラフネックス       | TDECU・スタジアム                |
| 4月30日                          | 3:00 p.m. ET                     | シアトル・シー・ドラゴンズ       | 21                               | 37                               | DCディフェンダーズ               | アウディ・フィールド             |

| チャンピオンシップ(決勝) | チャンピオンシップ(決勝) | チャンピオンシップ(決勝) | チャンピオンシップ(決勝) | チャンピオンシップ(決勝) | チャンピオンシップ(決勝) | チャンピオンシップ(決勝) |
| 日付                     | 開始時刻                 | アウェイ                 | 結果                     | 結果                     | ホーム                   | スタジアム               |
| ------------------------ | ------------------------ | ------------------------ | ------------------------ | ------------------------ | ------------------------ | ------------------------ |
| 5月13日                  | 8:00 p.m. ET             | アーリントン・レネゲイズ | 35                       | 26                       | DCディフェンダーズ       | アラモドーム             |

### 2020年シーズン

#### 概要
2020年シーズンは10試合を行う予定であったレギュラーシーズンの半分で打ち切られた。レギュラーシーズン終了後、各カンファレンス内で1位と2位が戦うカンファレンスチャンピオンシップゲームを行い、その勝者同士がチャンピオンシップゲームを行う予定であった。

#### ドラフト
2019年10月15,16日に行われた初ドラフトでは、ドラフト順は抽選によってきめられた。ドラフトの前、リーグ機構によって各チームにQBが一人ずつ分配された。他の選手は次のグループごとに指名された。
- オフェンシブ・スキル・ポジション : QB, RB, WR, TE - 10ラウンド

- オフェンシブ・ラインメン : OT, G, C - 10ラウンド
- ディフェンシブ・フロントセブン : DE, DT, LB - 10ラウンド
- ディフェンシブ・バック : CB, S - 10ラウンド
- オープン : すべてのポジションおよびスペシャル・チーム - 30ラウンド

各チームは計71選手を獲得した。
2019年11月22日、サプリメンタル・ドラフトが開催されてさらに66選手が選択された。
その後、シーズン開始までに各チーム52選手までにカットされた。

#### 参加チームと勝敗表
| チーム名                                                 | ホームスタジアム                           |                                            |                                            |
| ウェスタン・カンファレンス                               | ウェスタン・カンファレンス                 | 勝                                         | 負                                         |
| -------------------------------------------------------- | ------------------------------------------ | ------------------------------------------ | ------------------------------------------ |
| ヒューストン・ラフネックス (Houston Roughnecks) HOU      | TDECU・スタジアム                          | 5                                          | 0                                          |
| ダラス・レネゲイズ (Dallas Renegades) DAL                | グローブライフ・パーク・イン・アーリントン | 2                                          | 3                                          |
| シアトル・ドラゴンズ (Seattle Dragons) SEA               | センチュリーリンク・フィールド             | 1                                          | 4                                          |
| ロサンゼルス・ワイルドキャッツ (Los Angeles Wildcats) LA | ディグニティ・ヘルス・スポーツ・パーク     | 2                                          | 3                                          |
| イースタン・カンファレンス                               |                                            |                                            |                                            |
| セントルイス・バトルホークス (St. Louis BattleHawks) STL | ドーム・アット・アメリカズ・センター       | 3                                          | 2                                          |
| DC・ディフェンダーズ (Washington DC Defenders) DC        | アウディ・フィールド                       | 3                                          | 2                                          |
| ニューヨーク・ガーディアンズ (New York Guardians) NY     | メットライフ・スタジアム                   | 3                                          | 2                                          |
| タンパベイ・バイパーズ (Tampa Bay Vipers) TB             | レイモンド・ジェームス・スタジアム         | 1                                          | 4                                          |
| 各チーム共通のファームチーム                             |                                            |                                            |                                            |
| Team 9                                                   | グローブライフ・パーク・イン・アーリントン | グローブライフ・パーク・イン・アーリントン | グローブライフ・パーク・イン・アーリントン |

#### 試合結果
| Week           | 日付※   | ホームチーム | スコア  | ビジターチーム | 備考   |
| -------------- | ------- | ------------ | ------- | -------------- | ------ |
| 1              | 2月8日  | HOU          | 37 - 17 | LA             | [ 28 ] |
| 1              | 2月8日  | DC           | 31 - 19 | SEA            | [ 29 ] |
| 1              | 2月9日  | NY           | 23 - 3  | TB             | [ 30 ] |
| 1              | 2月9日  | DAL          | 9 - 15  | STL            | [ 31 ] |
| 2              | 2月15日 | DC           | 27 - 0  | NY             | [ 32 ] |
| 2              | 2月15日 | SEA          | 17 - 9  | TB             | [ 33 ] |
| 2              | 2月16日 | LA           | 18 - 25 | DAL            | [ 34 ] |
| 2              | 2月16日 | HOU          | 28 - 24 | STL            | [ 35 ] |
| 3              | 2月22日 | TB           | 27 - 34 | HOU            | [ 36 ] |
| 3              | 2月22日 | SEA          | 12 - 24 | DAL            | [ 37 ] |
| 3              | 2月23日 | STL          | 29 - 9  | NY             | [ 38 ] |
| 3              | 2月23日 | LA           | 39 - 9  | DC             | [ 39 ] |
| 4              | 2月29日 | NY           | 17 - 14 | LA             |        |
| 4              | 2月29日 | STL          | 23 - 16 | SEA            |        |
| 4              | 3月1日  | DAL          | 20 - 27 | HOU            |        |
| 4              | 3月1日  | TB           | 25 - 0  | DC             |        |
| 5              | 3月7日  | HOU          | 32 - 23 | SEA            |        |
| 5              | 3月7日  | DAL          | 12 - 30 | NY             |        |
| 5              | 3月8日  | DC           | 15 - 6  | STL            |        |
| 5              | 3月8日  | LA           | 41 - 34 | TB             |        |
| 以降は打ち切り |         |              |         |                |        |

※日付は現地時間
日程参照：XFL.com

## 2001年のXFL

### 概要
NFLのシーズンオフを利用し、2月からメジャーリーグ開幕直前の3月まで行われた。
NFLより過激かつエンターテイメント性の高い演出や、スカイカム（好評だったため、後にNFLでも採用）や選手や審判にカメラをつけてより迫力のある絵作りで開幕当初こそ高視聴率をマークしたが、試合のレベルの低さ（シーズン後半には大幅に解消したが）などにより、観客動員数の減少等、興行面での失敗が明白となり、わずか1シーズンで終了、解散した。
日本人選手としては唯一、関西学院大学OBの山田晋三がメンフィス･マニアックスでラインバッカーとしてプレーした。

### 勝敗表
| イースタンディビジョン                                                 | 勝 | 負 |
| ---------------------------------------------------------------------- | -- | -- |
| オーランド・レイジ (Orlando Rage)                                      | 8  | 2  |
| シカゴ・エンフォーサーズ (Chicago Enforcers)                           | 5  | 5  |
| ニューヨーク/ニュージャージー・ヒットメン (New York/New Jersey Hitmen) | 4  | 6  |
| バーミンガム・サンダーボルツ (Birmingham Thunderbolts)                 | 2  | 8  |
| ウェスタンディビジョン                                                 | 勝 | 負 |
| ロサンゼルス・エクストリーム (Los Angeles Xtreme)                      | 7  | 3  |
| サンフランシスコ・ディーモンズ (San Francisco Demons)                  | 5  | 5  |
| メンフィス・マニアックス (Memphis Maniax)                              | 5  | 5  |
| ラスベガス・アウトローズ (Las Vegas Outlaws)                           | 4  | 6  |